# Чернонос, Александр Васильевич
Александр Васильевич Чернонос  (укр. Олександр Васильович Чернонос; 10 мая 1979, Харьков) — украинский спортсмен. Заслуженный мастер спорта по прыжкам на батуте. До 9 лет занимался спортивной гимнастикой и имел хорошие результаты. В 9 лет перешёл на прыжки на батуте в связи с закрытием зала спортивной гимнастики. Тренер — Виктор Николаевич Антонов.
Чемпионат Украины по комбинированной пирамиде среди сеньоров 2019. Участник российского шоу «Минута славы».
Тренер-преподаватель отделения по прыжкам на батуте Харьковского республиканского лицея интерната спортивного профиля.

## Турниры
- Участник чемпионата мира по прыжкам на батуте: 1996[7], 1999[8]
- Участник Олимпийских игр: 2000[9]
- Серебро чемпионата мира по прыжкам на батуте: 2001[10]
- Бронза на чемпионате мира по прыжкам на батуте: 2003[11], 2009[12][13]
- Бронза на Кубке мира по прыжкам на батуте: 2004[14]
- Чемпион Украины по прыжкам на батуте: 2010[15]
- Участник Кубка астронавта Александрова: 2011[16]

## Награды
- Слобожанская слава (2003)[17]